# Jean Erlich
Jean Erlich est un homme politique français né le 7 avril 1884 à Varsovie (Pologne) et décédé le 1er juin 1965 à Saint-Maurice (Val-de-Marne).
Avocat à Paris, il est militant du Parti socialiste unifié. En mission en Russie en 1917, il rompt avec le parti socialiste à son retour. Il est député de la Seine de 1919 à 1924, inscrit au groupe de l'Action républicaine et sociale. Il est secrétaire de la Chambre de 1919 à 1921. Il consacre l'essentiel de son action à lutter contre le régime bolchevique. Il est le seul député du petit Parti socialiste national, composante du Bloc national, et son président en 1920. 

## Sources
- « Jean Erlich », dans le Dictionnaire des parlementaires français (1889-1940), sous la direction de Jean Jolly, PUF, 1960 [détail de l’édition]